# 1653 au théâtre
| Années du théâtre : 1650 - 1651 - 1652 - 1653 - 1654 - 1655 - 1656    |
| Décennies du théâtre : 1620 - 1630 - 1640 - 1650 - 1660 - 1670 - 1680 |

## Événements
- Au Japon, le kabuki se transforme en un véritable genre de théâtre avec l’apparition de dramaturges spécialisés ; seuls les hommes d'âge mûr sont autorisés à y jouer.

## Pièces de théâtre représentées
- L'Étourdi ou les Contretemps, comédie de Molière, à Lyon.
- Le Parasite, comédie de Tristan L'Hermite, à Paris.
- La Mort d’Agrippine, seule tragédie de Cyrano de Bergerac est présentée à l’Hôtel de Bourgogne puis interdite[1].

## Naissances
- 7 ou 8 octobre : Michel Baron, comédien et dramaturge français, mort le 22 décembre 1729.
- Date précise non connue : 
  - Laurent Bordelon, polygraphe français, auteur de deux comédies, mort le 6 avril 1730.
  - Chikamatsu Monzaemon, dramaturge et poète japonais de jōruri, théâtre de marionnettes qui deviendra le bunraku, acteur et auteur de kabuki, mort le 6 janvier 1725.
  - Nathaniel Lee, dramaturge anglais, mort le 6 mai 1692.
- Vers 1653 : 
  - Antoine de La Fosse, dramaturge français, mort le 2 novembre 1708.

## Décès
- 10 novembre : Guillaume Des Gilberts, dit Montdory, acteur français, né le 13 mars 1594.